# Departamento de Mayo-Rey
Mayo-Rey es un departamento de la región Norte de Camerún. En noviembre de 2005 tenía una población censada de 375 201 habitantes.
Está formado por los siguientes municipios:
- Madingring 57,347
- Rey-Bouba 116,192
- Tcholliré 47,296
- Touboro 154,366